# Paradeloparius cavicollis
Paradeloparius cavicollis är en skalbaggsart som beskrevs av S. Endrödi 1964. Paradeloparius cavicollis ingår i släktet Paradeloparius och familjen Aphodiidae. Inga underarter finns listade i Catalogue of Life.